# Битва за Австралію

Австралійський пропагандистський плакат 1942 року

Битва за Австралію (1942—1943) — серія битв між союзними та японськими військами в ході Другої світової війни. Метою Антигітлерівської коаліції було не допустити прямого японського вторгнення до Австралії.

## Міф
Головні зусилля союзників були спрямовані на те, щоб зупинити наступ японців на Нову Гвінею й на Соломонові острови та запобігти серйознішій загрозі континентальній Австралії. Цього боялися в той час, коли японські наступальні операції в Новій Гвінеї та північній Австралії були націлені на вторгнення до австралійського материка, і з чуток було відомо, що уявна «Брисбенська лінія», залишить північ незахищеною, щоб сконцентрувати Союзницьку обороноздатність на лінії від Брисбена до Аделаїди, або від Брисбена до Перта. Є деякі свідчення, що такий план дійсно існував.
Післявоєнні дослідження довели, що японський уряд ніколи не мав наміру здійснити вторгнення. Японці мали намір ізолювати Австралію, захопивши Нову Гвінею, Нову Каледонію та Фіджі. Отже, ніякого прямого наступу на Австралію не було.
У 2006 році історик австралійського військового Меморіалу, доктор Пітер Стенлі, стверджував, що «битва за Австралію виникає безпосередньо з бажання знайти значення в жахливих втратах 1942»; і «не було ніякої битви за Австралію, як такої», оскільки японці не починали скоординовану кампанію проти Австралії. Крім того, Стенлі заявив, що словосполучення «битва за Австралію» не використовувалося до 1990-х і цю нібито битву Другої світової війни не визнавала жодна країна, окрім самої Австралії.
У 2008 році австралійський уряд оголосив, що святкування в пам'ять битви за Австралію відтепер буде щорічно проходити в першу середу вересня.